# Метковский, Мечислав
Мечислав Метковский (пол. Mieczysław Mietkowski, при рождении Моисей Бобровицкий; 25 ноября 1903, Белосток — 25 апреля 1990, Варшава) — польский государственный деятель, генерал бригады, заместитель министра общественной безопасности в 1944—1954. Отстранён от должности по результатам расследования злоупотреблений в госбезопасности.

## Ранняя биография
Родился в  рабочей еврейской семье (по точной дате рождения существуют некоторые разночтения; допускается 15 ноября) Захария и Эсфири Бобровицких.
В 1919 был секретарём профсоюза пекарей в Белостоке. С 1920 член Коммунистического союза молодёжи. В 1922 вступил в компартию Западной Белоруссии (КПЗБ, секция компартии Польши), затем в компартию Польши (КПП). В 1920–1922 был секретарём профсоюза строителей в Белостоке, в 1923 – секретарём профсоюза работников табачной промышленности в Вильнюсе, в 1924 в профсоюзе строителей в Бресте. В 1925–1926 годах проходил военную службу в польской армии. В 1926 секретарь райкома КПЗБ в Гродно и председатель Международной организации помощи революционерам (МОПР) Западной Белоруссии. В 1927 был секретарём райкома КПЗБ в Барановичах, после перехода польско-советской границы окончил партийную школу ВКП(б) в Минске. Также в 1927 делегат IV съезда КПП, проходившего в Москве и делегат I съезда КПЗБ в Орше. В 1928 – секретарь окружного комитета КПЗБ в Вильнюсе, затем перешёл в центральный аппарат ЦК КПЗБ, член Союзного отдела ЦК КПЗБ.
В 1928 году выехал в Швейцарию на лечение глазного заболевания, через три месяца перебрался из Швейцарии в СССР, где остался по распоряжению руководства партии. Был принят в ВКП(б) с пропуском партийного стажа с 1922 года и принял советское гражданство. В 1929–1931 гг. — заведующий иностранным отделом Профинтерна. В 1931–1934 годах учился в Институте красной профессуры. Принял имя Мечислав Метковский.
В 1934–1936 парторг ЦК ВКП(б), командированный на работу c бывшими членами шуцбунда, трудоустроенных после эмиграции из Австрии в СССР  на Горьковском автомобильном заводе. В 1936 году был ответственным редактором польскоязычной редакции газеты «Trybuna Radziecka. Закончив офицерские курсы, в 1937–1939 принял участие в гражданской войне в Испании, воюя в интербригадах. В частности, с сентября 1937 по апрель 1938 был секретарём парторганизации в Интербригаде имени Ярослава Домбровского. После поражения республиканцев пересёк испано-французскую границу и был интернирован во Франции в феврале 1939. Содержался в лагерях для интернированных, откуда в июне 1939 года выехал в СССР в эшелоне для интернированных.
На основании решения Секретариата исполкома Коминтерна он должен был войти в состав центра, руководящего восстановлением rоммунистической партии Польши, которая была распущена решением ИККИ 16 августа 1938 года. В связи с заключением пакта Молотова-Риббентропа восстановление КПП было приостановлено. В 1940–1943 был редактором и заместителем директора Издательствf иностранной литературы.

## Военный период
С июня 1941, после нападения Германии на СССР, был призван в армию. Служил при Политуправлении РККА, занимался подготовкой пропагандистских текстов для солдат вермахта.
В мае 1943 перешёл в политотдел 1-й Варшавской пехотной дивизии имени Тадеуша Костюшко. Служил цензором журнала «Wolna Polska» – еженедельной общественно-политической газеты польских эмигрантов в СССР, официальное печатное издание "Союза польских патриотов". В 1943–1944 начальник политотдела дивизии, затем начальник политико-просветительского управления 1-й армии Войска Польского. 1 марта 1944 получил звание подполковника Войска Польского. Вступил в коммунистическую ПРП. Играл важную роль в формировании польских прокоммунистических силовых структур. При этом обвинялся в фаворитизме по отношению к евреям, в связи с чем на него поступали заявления в ЦК ВКП(б) и органы госбезопасности. Однако эта критика не была принята во внимание соответствующими советскими инстанциями.
C 16 октября 1944 заместитель председателя Ведомство общественной безопасности ПКНО). С января 1945 – заместитель министра общественной безопасности Польши Станислава Радкевича.
Делегат 1-го съезда ПРП (1945), 1-го (1948) и 2-го (1954) съездов Польской объединённой рабочей партии (ПОРП).

## Послевоенный период
До 1947 участвовал в подавлении антикоммунистического вооружённого подполья Армии Крайовой и движения “Свобода и Независимость”. Затем курировал аппаратное функционирование МОБ, департаменты контрразведки, контроля над корреспонденцией, хозяйственные подразделения. Был также секретарём партийной организации ПРП-ПОРП в министерстве.
Имел звание генерала бригады.
Сыграл видную роль в организации политического террора сталинистского периода. В 1949–1954 состоял в Комиссии по безопасности ЦК ПОРП – координационном органе репрессий. Причислялся к так называемой «еврейской группе» Якуба Бермана в руководстве ПРП-ПОРП и органов госбезопасности (из наиболее известных функционеров МОБ к этой группе также принадлежали Роман Ромковский, Юзеф Рожаньский, Анатоль Фейгин, Юлия Бристигер, Вацлав Комар, Юзеф Чаплицкий).

## Отставка и последние годы
9 декабря 1954, при начале польской десталинизации, был снят с должности заместителя министра, а само министерство расформировано. Партийно-служебное расследование выявило его причастность к незаконным арестам членов правящей партии и применению пыток к подследственным. Кроме того, на него возлагалась доля ответственности за провал, связанный с побегом видного работника МОБ подполковника Юзефа Святло в Западный Берлин. Он был исключён из ПОРП и уволен из органов госбезопасности. Но так как его руководящие функции носили в основном «канцелярский» характер, а участие в партийных чистках было более опосредованным, он не предстал перед судом.
В 1955–1956 годах был заместителем директора Инвестиционного банка в Варшаве.
Последние 35 лет прожил как частное лицо. Скончался в 1990, уже после смены общественно-политического строя в Польше. Похоронен на кладбище Воинские Повонзки в одной могиле с женой Генрикой, урождённой Хаазе (1905–1983).